# Farmacevtska oblika za inhaliranje
Farmacevtska oblika za inhaliranje ali farmacevtska oblika za vdihavanje je tekoča ali trdna farmacevtska oblika za aplikacijo v obliki pare ali aerosolov (disperzija trdnih ali tekočih delcev v plinu)  v pljuča za dosego lokalnega ali sistemskega učinka. Farmacevtske oblike za inhaliranje omogočajo dostavo zdravilne učinkovine neposredno v pljuča, s tem pa se bistveno zmanjša izpostavljenost drugih delov organizma zdravilu.  Vsebujejo eno ali več zdravilnih učinkovin, raztopljenih ali dispergiranih v ustreznem vehiklu. Vsebujejo lahko tudi potisne pline, sotopila, redčila, konzervanse, solubilizatorje in stabilizatorje ter druge pomožne snovi. Pomembno je, da pomožne snovi nimajo neželenih učinkov na sluznico dihalnih poti ali epitelne migetalke. Lahko so na voljo v večodmernih ali enoodmernih vsebnikih.
Med zdravili, ki se pogosto uporabljajo v oblikah za inhaliranje, so na primer zdravila za zdravljenje astme in kronične obstruktivne pljučne bolezni.

## Podvrste
Med farmacevtske oblike za inhaliranje spadajo:
- farmacevtske oblike, ki se pretvorijo v paro
- tekoče farmacevtske oblike za nebuliranje
- odmerne farmacevtske oblike za inhaliranje pod tlakom
- odmerne farmacevtske oblike za inhaliranje, ki niso pod tlakom
- praški za inhaliranje